# Agiński Okręg Buriacki
Agiński Okręg Buriacki (ros. Агинский Бурятский округ) – jednostka podziału administracyjnego Kraju Zabajkalskiego w Federacji Rosyjskiej.
Okręg powstał 1 stycznia 2008 w wyniku przekształcenia Agińsko-Buriackiego Okręgu Autonomicznego i włączeniu go w skład nowo powstałego Kraju Zabajkalskiego.

## Geografia
Agiński Okręg Buriacki położony jest na kontynencie azjatyckim.

## Historia
Stepy zabajkalskie historycznie były zasiedlone przez plemiona mongolskie. W 1648 te tereny przeszły we władanie Carstwa Rosyjskiego co zapoczątkowało migrację do tego regionu rosyjskiej ludności rolniczej, głównie to byli kozacy zabajkalscy. W 1689 Chiny potwierdziły na mocy zawartego z Rosją Traktatu nerczyńskiego przynależność stepów zabajkalskich do Rosji.

### W czasach Imperium Rosyjskiego
Polityka podatkowa Rosji oraz konflikty tubylczej ludności buriackiej a osadników rosyjskich jak też brak obrony ludności buriackiej ze strony kozaków w czasie najazdów mongolskich i chińskich spowodowały wyjazd do Moskwy delegacji chorińskiej (buriackie plemię Chori zamieszkuje step zabajkalski) która w 1702 uzyskała audiencję u cara Piotra I, rezultatem tego było potwierdzenie własności Buriatów na ich ziemie, kozacy wstrzymywali od tego czasu wszystkie najazdy mongolskie i chińskie. Wynikiem tego stała długotrwała normalizacja sytuacji na stepach zabajkalskich.
W wyniku tak zwanej "Reformy Sperańskiego" w Syberii (Sperański od 1819 był gubernatorem Syberii) w 1822 powołano organa samorządu ludności tubylczej, dla Buriatów zabajkalskich to była Chorińska Duma Stepowa, w 1839 z niej wyodrębniła się Agińska Duma Stepowa. To wydarzenie zapoczątkowało rozrost jej centrum administracyjnego, Aginskoje.
W 1903 rozwiązano Agińską Dumę Stepową w ramach reformy wołostnej i na jej miejscu powołano dwie jednostki administracyjne: Agińską oraz Cugolską wołost’ tubylczą. Celem reformy miało być nakłanianie koczowników do przejścia na tryb życia osiadły, co spowodowało niezadowolenie ludności buriackiej. Dlatego w 1917 po Rewolucji lutowej w kwietniu 1917 Agińską i Cugolską wołost’ scalono do ajmaku (powiatu) Agińskiego.

### W czasach radzieckich
Po porażce „białych” w trakcie wojny domowej w Rosji, w której Buriaci agińscy brali udział po obu stronach, Ajmak Agiński znalazł się w granicach formalnie niezależnej radzieckiej Republiki Dalekiego Wschodu, gdzie w kwietniu 1921 został częścią nowo powołanego Buriacko-Mongolskiego Obwodu Autonomicznego. 
15 listopada 1922 Republika Dalekiego Wschodu została scalona z Rosją Radziecką, i już 30 grudnia tegoż roku powołano Związek Radziecki. W Rosji Radzieckiej od stycznia 1922 istniał jeszcze jeden buriacki twór autonomiczny – Mongolsko-Buriacki Obwód Autonomiczny – wyodrębniony z guberni irkuckiej. W maju 1923. obydwie autonomie buriackie scalono we wspólną Buriacko-Mongolską Autonomiczną Socjalistyczną Republikę Radziecką.
W czasie kolektywizacji wymuszono na buriackiej ludności koczowniczej przejścia na tryb życia osiadły oraz przekazanie ziem i bydła pastewnego do kołchozów.
26 września 1937 z Buriacko-Mongolskiej ASRR wyodrębniono Agiński Buriacko-Mongolski Okręg Narodowościowy i przekazano do składu obwodu czytyjskiego.
W 1958 zmieniono jego nazwę na Agińsko-Buriacki Okręg Narodowościowy; a w 1977 w związku z uchwaleniem nowej konstytucji ZSRR, po przekształceniu wszystkich okręgów narodowościowych w ZSRR na okręgi autonomiczne, zmieniono jego nazwę na Agińsko-Buriacki Okręg Autonomiczny.

### Po 1991 roku
Po rozpadzie ZSRR w 1991, okręg stał się podmiotem Federacji Rosyjskiej. W wyniku referendum przeprowadzonego 11 marca 2007, 1 marca 2008 Agińsko-Buriacki Okręg Autonomiczny został włączony w skład Kraju Zabajkalskiego jako obecny Agiński Okręg Buriacki.

### Demografia
Buriaci – 62,5%, Rosjanie – 35,1%, Tatarzy – 0,5%.

## Podział administracyjny
Okręg podzielony jest na 3 rejony:
- rejon agiński (Aгинский район)
- rejon duldurgiński (Дульдургинский район)
- rejon mogojtujski (Могойтуйский район)

## Tablice rejestracyjne
Tablice pojazdów zarejestrowanych w Agińskim Okręgu Buriackim mają oznaczenie 80 w prawym górnym rogu nad flagą Rosji i literami RUS.